# Liste der Monuments historiques in Coutansouze
Die Liste der Monuments historiques in Coutansouze führt die Monuments historiques in der französischen Gemeinde Coutansouze auf.

## Liste der Bauwerke
| Bezeichnung      | Beschreibung         | Standort | Kennzeichnung | Schutzstatus | Datum | Bild           |
| ---------------- | -------------------- | -------- | ------------- | ------------ | ----- | -------------- |
| Viaduc du Bellon | Viadukt, erbaut 1869 | (Lage)   | PA03000035    | Inscrit      | 2009  | weitere Bilder |

## Liste der Objekte

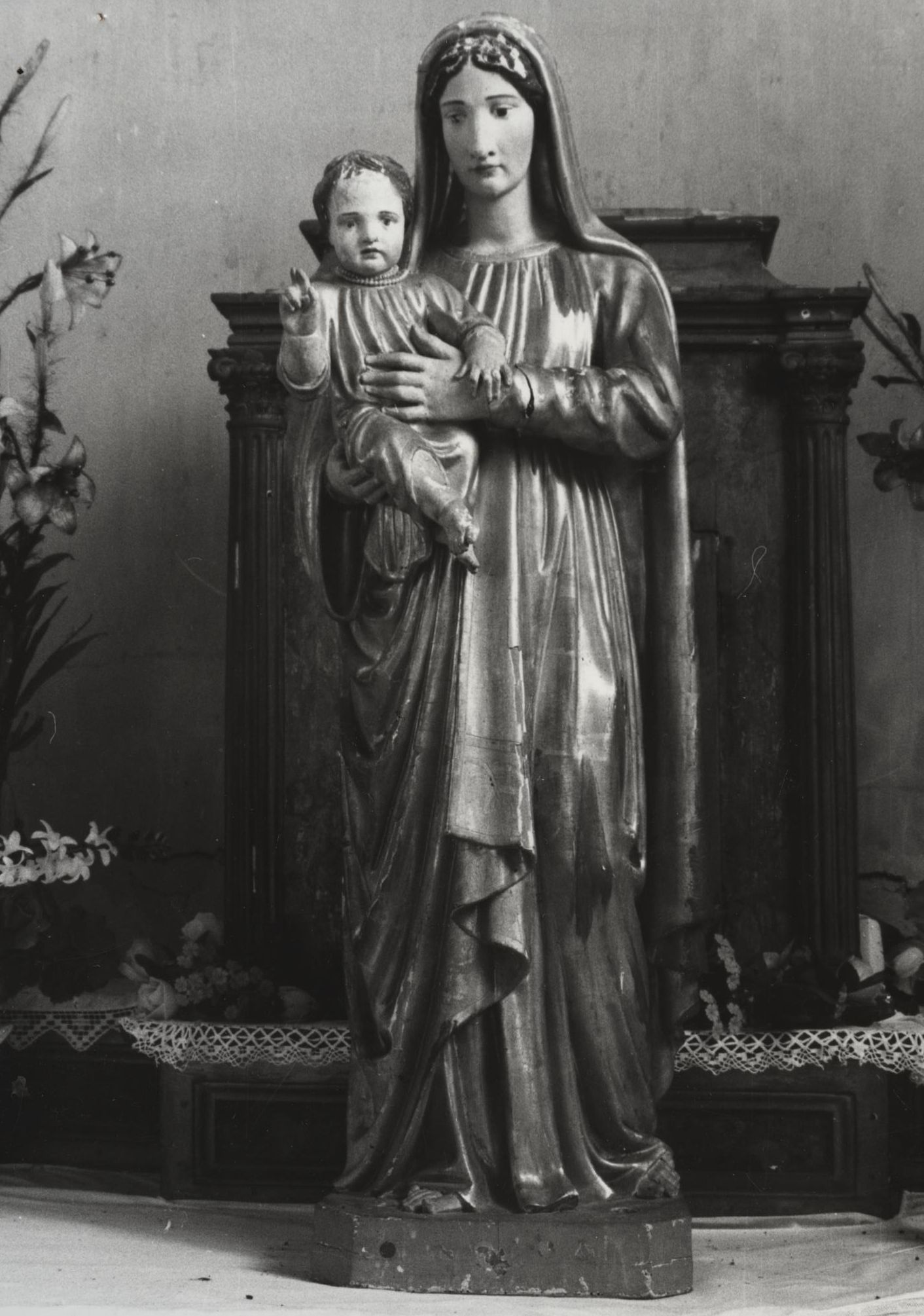
Skulptur Madonna und Kind in der Kirche St-Gervais-St-Protais

- Monuments historiques (Objekte) in Coutansouze in der Base Palissy des französischen Kultusministeriums